# Evanescent Wave Scattering
Evanescent Wave Scattering (deutsch: „Streuung abfallender Wellen“ bzw. „Streuung evaneszenter Wellen“) bezeichnet einen physikalischen Effekt aus dem Gebiet der Optik.

## Grundlagen
Trifft elektromagnetische Strahlung auf eine Grenzfläche zwischen Medien mit unterschiedlichem Brechungsindex, dann kommt es zu Reflexion oder Brechung der Welle an dieser Grenzfläche. Läuft das Licht vom optisch dichteren ({\displaystyle n_{1}}) in das optisch dünnere ({\displaystyle n_{2}<n_{1}}) Medium und ist der Sinus des Einfallswinkels größer als das Verhältnis der Brechungsindizes beider Medien, {\displaystyle \sin(\alpha )>{\frac {n_{2}}{n_{1}}}}, so kommt es zur sog. Totalreflexion. Das Licht wird vollständig an der Grenzfläche reflektiert. Dies bedeutet jedoch nicht, dass sich im Raum hinter der Grenzfläche kein elektromagnetisches Feld befindet, es findet dort lediglich keine Wellenausbreitung senkrecht zur Grenzfläche statt. Das elektromagnetische Feld hinter der Grenzfläche fällt exponentiell mit dem Abstand von der Grenzfläche ab (evaneszent) und oszilliert zeitlich mit der Frequenz des einfallenden Lichtes. 
Bringt man nun ein Objekt sehr nahe an die Grenzfläche heran, so nah, dass es das evaneszente Feld „spürt“, so wirkt dieses Objekt als eine Störung, an der das Feld gestreut werden kann. Von diesem Objekt geht dann eine (sich ausbreitende) Welle aus, die ihre Energie aus dem evaneszenten Feld bezieht. Aufgrund der Energieerhaltung muss somit ein Teil des einfallenden Lichtes in die gestreute Welle fließen. Man spricht deshalb auch von verhinderter Totalreflexion (englisch frustrated total reflection).

## Das Streuobjekt
Das Streuobjekt kann eine sehr feine Metallspitze sein, die über eine spezielle Mechanik über die Grenzfläche bewegt werden kann. Misst man nun die Intensität des gestreuten Lichts in Abhängigkeit von der Position der Spitze über der Oberfläche, so erhält man ein Abbild der optischen Eigenschaften der Oberfläche auf mikroskopischer Skala. Derartige Geräte werden als Optisches Rasternahfeldmikroskop bezeichnet. Das besondere an solchen Mikroskopen ist, dass sie im Gegensatz zu gewöhnlichen Lichtmikroskopen Strukturen auflösen können, die kleiner als die verwendete Lichtwellenlänge sind.

## Anwendung
Anwendung findet die Streuung evaneszenter Lichtwellen beispielsweise bei der internen Totalreflexionsfluoreszenzmikroskopie (TIRFM).